# Baron Ritchie of Dundee
Baronowie Ritchie 1. kreacji (parostwo Zjednoczonego Królestwa)
- 1905–1906: Charles Thomson Ritchie, 1. baron Ritchie of Dundee
- 1906–1948: Charles Ritchie, 2. baron Ritchie of Dundee
- 1948–1975: John Kenneth Ritchie, 3. baron Ritchie of Dundee
- 1975–1978: Colin Neville Ower Ritchie, 4. baron Ritchie of Dundee
- 1978–2008: Harold Malcolm Ritchie, 5. baron Ritchie of Dundee
- 2008 -: Charles Rupert Rendall Ritchie, 6. baron Ritchie of Dundee